# 巴特树跳蛛
巴特树跳蛛（学名：Yllenus bator）为跳蛛科树跳蛛属的动物。分布于蒙古以及中国大陆的西藏等地，多见于草丛。该物种的模式产地在蒙古。